# Правда или действие (фильм)
«Правда или действие» (англ. Truth or Dare) — американский фильм ужасов с элементами триллера режиссёра Джеффа Уодлоу. В главных ролях: Люси Хейл, Лэндон Либуарон и Тайлер Пози. Премьера фильма в США состоялась 13 апреля 2018 года. В России фильм вышел 26 апреля 2018 года.
Фильм рассказывает о молодых людях, играющих в «Правда или действие» — игру, ставшую борьбой со смертью: за невыполнение заданного действия игроки вынуждены расстаться со своей жизнью.

## Сюжет
Фильм начинается с того, что некая девушка приходит на автозаправку и покупает сигареты. Внезапно продавец задаёт ей вопрос «Правда или Действие?» демоническим голосом. Через некоторое время девушка сжигает покупательницу на автозаправке.
Оливия Баррон, студентка колледжа, работает онлайн. Её подруга, Марки, чей отец покончил с собой в начале года, уговаривает Оливию провести весенние каникулы вместе. Наряду с парнем Марки, Лукасом, и их друзьями Брэдом, Пенелопой и Тайсоном они отправляются в Мексику. Там они натыкаются на Ронни, их несносного сокурсника. В баре Оливия встречает Картера, который приглашает их выпить в старой заброшенной церкви. Там Картер предлагает сыграть им в игру «Правда или действие». Во время игры выясняется, что Оливия тайно влюблена в Лукаса, что злит Марки. Позже Картер говорит о том, что обманом заставил их сюда прийти, так как ему нужно было кого-то пригласить. Он предупреждает ребят, что они должны делать всё, что объявляют «действием», иначе они могут погибнуть.
Вернувшись в колледж, Оливия видит надписи, призывающие её выбрать правду или действие. После того, как на неё нападают другие студенты с искажёнными лицами, Оливия выкрикивает, что Марки изменяет Лукасу. Друзья не верят её объяснениям о проклятой игре, пока не погибает Ронни. Позже Лукаса также настигает игра, и он признаётся Оливии в своих чувствах. Марки получает сообщение, что она должна сломать руку Оливии, а Брэд признаётся отцу в том, что он гей.
Тайсону на собеседовании задают вопрос, продаёт ли он поддельные рецепты первокурсникам. Тайсон отказывается отвечать, за что и погибает. Позже Пенелопу настигает игра, и она вынуждена ходить по карнизу, попутно распивая алкоголь. Ей чудом удаётся выжить. Группа обнаруживает в интернете историю о некой девушке по имени Жизель, поджёгшей женщину в Мексике, явно играя в игру «Правда или действие». Ребята договариваются с ней о встрече.
Жизель рассказывает группе, что она и её друзья также играли в игру в мексиканской церкви, а когда они приехали домой, игра продолжилась, и в живых остались только она и Картер. Позже Жизель стреляет в Оливию, но убивает Пенелопу. Потерпев неудачу в игре, Жизель вынуждена покончить с собой.
Наступает очередь Оливии, и она выбирает действие. Она занимается сексом с Лукасом и задаёт ему демоническим голосом вопрос. Лукас признаётся, что любит Марки. Тем временем Марки выбирает правду и говорит о том, что подумывает о самоубийстве.
Оливия и Лукас едут в Тихуану и встречают бывшую монахиню церкви Инес. Инес рассказывает им, как она вызвала древнего демона Калюкса, чтобы спасти себя от священника-педофила. Калюкс вселился в игру прятки, в которую играли девочки, и убил священника, спрятав его части тела. Инес, чтобы избавиться от демона, провела ритуал, включающий в себя отрезание языка и запечатывание его в горшочек. Оливия и Лукас понимают, что некий Сэм, возможно, разбил горшочек и выпустил демона на свободу, и чтобы выжить, им нужно найти Сэма.
Позже Брэд, играя в игру, наставляет пистолет на своего отца, но погибает от выстрела полицейского. В участке Оливия узнаёт, что Сэм — это и есть Картер, а позже она рассказывает Марки, что в ту ночь, когда её отец покончил с собой, он пытался изнасиловать Оливию, на что та пожелала ему смерти. Марки прощает свою подругу.
Оливия, Лукас и Марки находят Сэма и вместе едут в церковь. В церкви в Лукаса вселяется демон и убивает Сэма, режущего себе язык. Не сумев убить девушек, Лукас перерезает себе горло. Оливия говорит Марки, что нужно выбирать действие. После этого в Марки вселяется демон, и Оливия заставляет Калюкса вступить в игру, прося выбрать правду или действие. Демон выбирает правду и говорит, что нет никакого способа выйти из игры живыми, потому что Сэм мёртв. Они выживут, если добавят большее количество людей в игру.
Оливия загружает видео на YouTube, в котором она кратко объясняет правила игры. Затем она задаёт вопрос «Правда или действие?», после которого, в одну из девушек, смотревших видео Оливии, вселился Калюкс. 

## В ролях
| Актёр              | Роль           |
| ------------------ | -------------- |
| Люси Хейл          | Оливия         |
| Тайлер Пози        | Лукас          |
| Вайолетт Бин       | Марки Кэмерон  |
| Нолан Джерард Фанк | Тайсон Карран  |
| Хейден Сзето       | Брэд           |
| Софи Тэйлор Али    | Пенелопа       |
| Сэм Лернер         | Ронни          |
| Лэндон Либуарон    | Картер         |
| Брэйди Смит        | Рой Камерон    |
| Аврора Перрино     | Жизель         |
| Эндрю Ховард       | Рэндалл Химофф |

## Съёмки
Съёмки фильма начались 8 июня 2017 года.

## Критика
Фильм в основном получил негативные отзывы. На сайте Rotten Tomatoes его рейтинг составляет 15 %, основанный на 142 рецензиях со средним баллом 3,6 / 10. Критический консенсус веб-сайта гласит: «Поверхностной презентации „Правды или действия“ недостаточно, чтобы сделать этот посредственный ужас более страшным, чем средний раунд реальной игры». На Metacritic фильм имеет 35 баллов из 100, основанных на 33 рецензиях, что указывает на «в целом неблагоприятные отзывы». Аудитория CinemaScore дала фильму среднюю оценку B- по шкале от A+ до F.
Саймон Абрамс из RogerEbert.com дал фильму две звезды из четырёх. Алекс Хадсон из Exclaim! назвал фильм «плохим ужастиком», который преподносит большинство клише.
Оуэн Глейберман из Variety назвал фильм «ужасным».